# Salamiyah (okrug)
Okrug Salamiyah (ar. السقيلبية) je okrug u sirijskoj pokrajini Hama. Po popisu iz 2004. (prije rata), okrug je imao 187,123 stanovnika. Administrativno sjedište je u gradu Salamiyah.

## Nahije
Okrug je podijeljen u nahije (broj stanovnika se odnosi na popis iz 2004.):
- Salamiyah (ناحية سَلَمْيَة): 115,300 stanovnika.[2]
- Barri Sharqi (ناحية بري الشرقي):  13,767 stanovnika.
- Al-Saan (ناحية السعن):  14,366 stanovnika.
- Sabburah (ناحية صبورة):  21,900 stanovnika.[3]
- Uqayribat (ناحية عقيربات):  21,004 stanovnika.